# 王子树乡
王子树乡，是中华人民共和国云南省德宏傣族景颇族自治州陇川县下辖的一个乡镇级行政单位。

## 行政区划
王子树乡下辖以下地区：
王子树村、那邦村、岗巴村、罗浪村、邦东村、盆都村、邦角村、曼亚河村和托盘山村。